# Engodactylactis formosa
Pour les articles homonymes, voir Engodactylactis et Formosa.
Genre
Espèce
Synonymes
- Dactylactis formosa Gravier, 1920[1]

Engodactylactis formosa, unique représentant du genre Engodactylactis, est une espèce de cérianthes de la famille des Cerianthidae.

## Systématique
Le nom valide complet (avec auteur) de ce taxon est Engodactylactis formosa (Gravier, 1920). L'espèce a été initialement classée dans le genre Dactylactis sous le protonyme Dactylactis formosa Gravier, 1920.

## Publication originale
- (fr) Ch. Gravier, 1920, Larves d'Actiniaires provenant des campagnes scientifiques de S. A. S. le Prince Albert I de Monaco. Résultats des Campagnes Scientifiques Accomplies sur son Yacht par Albert I Prince Souverain de Monaco, vol. 57, p. 3-25.